# Chiesa di Santa Maria Assunta (Scena)
La chiesa di Santa Maria Assunta (in tedesco Pfarrkirche Maria Himmelfahrt) è la parrocchiale a Scena, in provincia autonoma di Bolzano. Appartiene al decanato di Merano-Passiria della diocesi di Bolzano-Bressanone.

## Storia

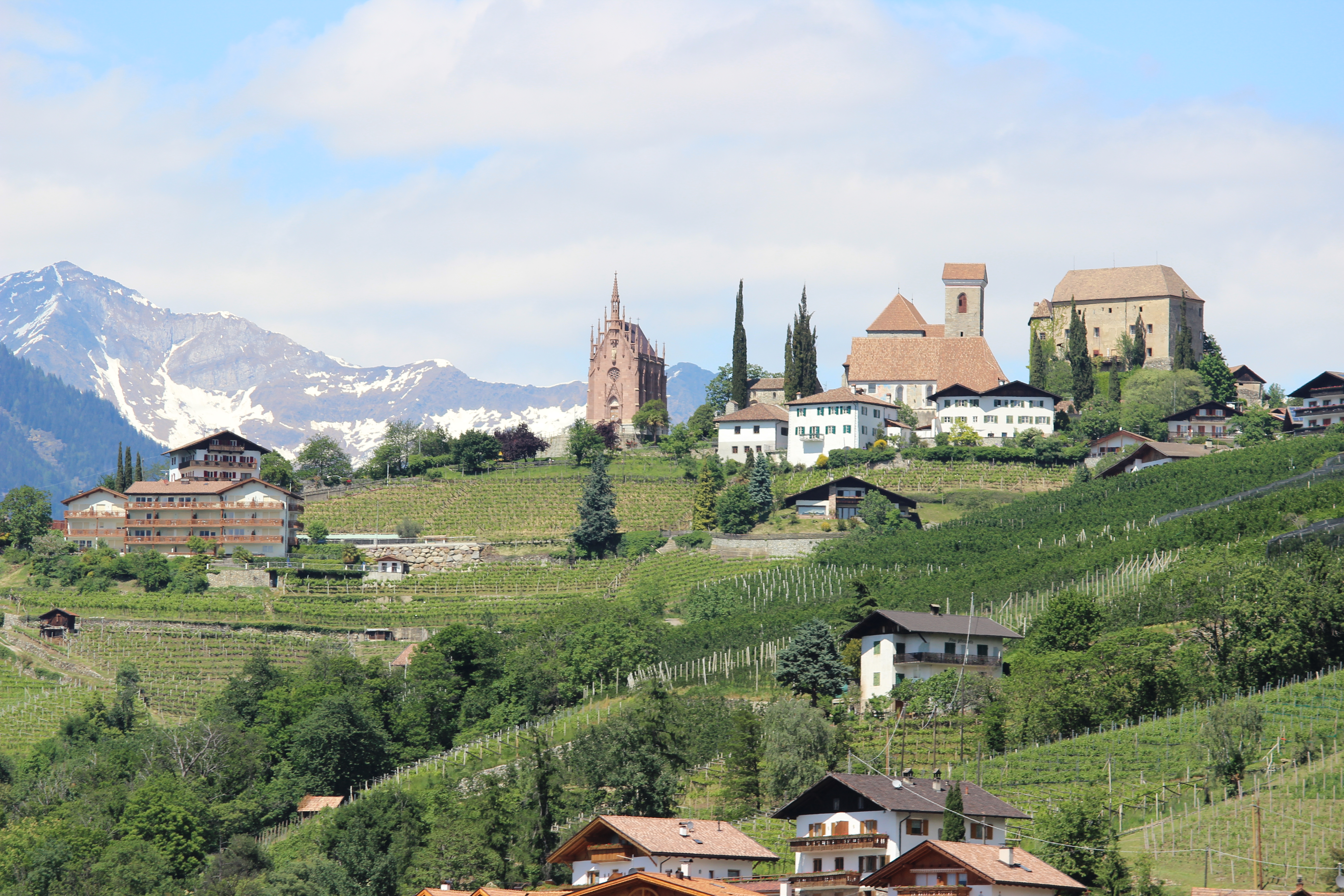
La chiesa si trova vicina al castello di Scena e al mausoleo dell'arciduca Giovanni, al centro dell'abitato.

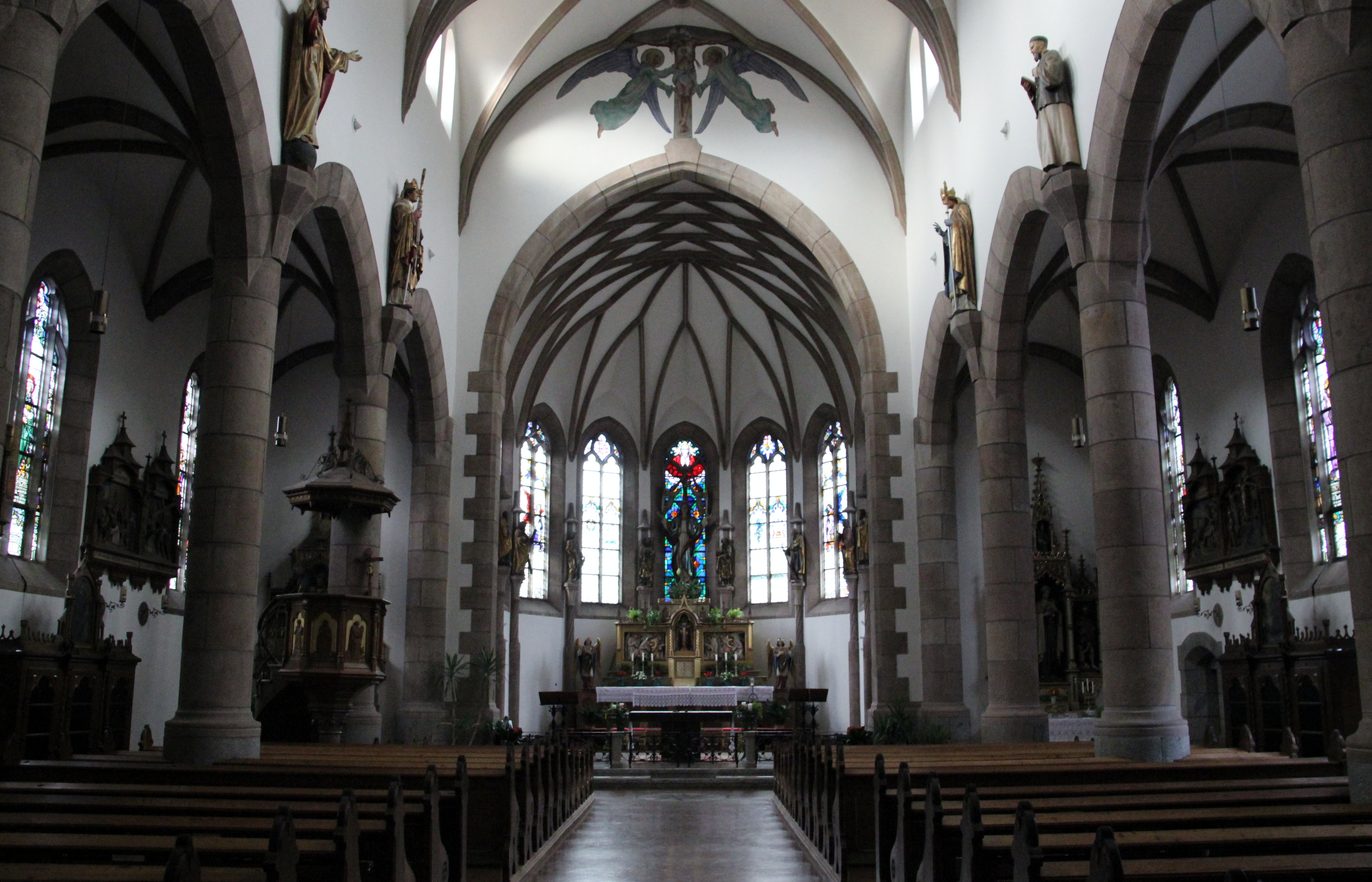
Navata centrale e navate laterali della chiesa, con l'altare maggiore.

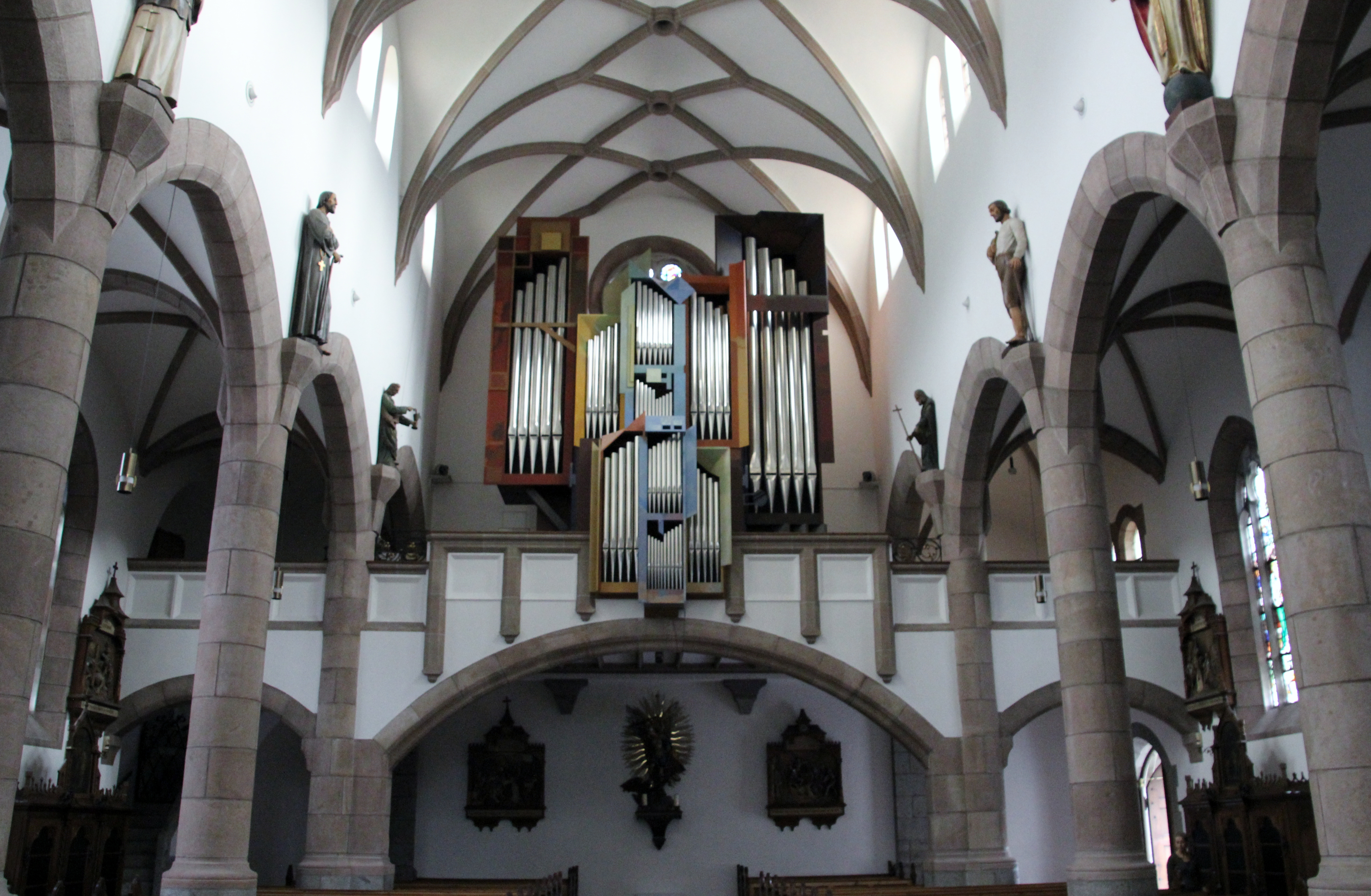
Cantoria in controfacciata con l'organo.

La parrocchia di Santa Maria Assunta è una delle più antiche della diocesi.
La costruzione del nuovo edificio, in sostituzione dell'originale chiesa parrocchiale iniziò durante le prime fasi della prima guerra mondiale, su progetto dell'architetto viennese Eduard Hütter. Dopo le interruzioni dovute agli eventi bellici i lavori ripresero attorno al 1926 e la solenne consacrazione fu celebrata nel novembre del 1931.
Scavi archeologici realizzati nel secondo decennio del XXI secolo hanno permesso di trovare reperti risalenti alle strutture preesistenti sul sito della parrocchiale, e probabilmente antecedenti l'edificio romanico e risalenti al I secolo. Tra gli oggetti recuperati alcuni frammenti di vasi in ceramica, una fibula di fattura romana e alcune monete del III secolo.

## Descrizione

### Esterno
L'edificio, che è in stile neogotico, si trova al centro dell'abitato di Scena, accanto al camposanto e sopra il municipio.
La torre campanaria ha una struttura robusta, in pietra a vista. La cella campanaria si apre con quattro finestre a monofora e la copertura è a due spioventi.

### Interno
La sala è divisa in tre navate. la zona del presbiterio è arricchita dalle statue che raffigurano i Dodici Apostoli oltre alla statua che rappresenta San Vigilio, a testimoniare il legame della comunità con Trento. Sulle pareti viene conservata la Via Crucis opera di Johann Muhry e la statua raffigurante San Michele.
L'organo risale al 1993 ed è stato realizzato da Franz Zanin nella sua parte tecnica e da Herbert Schönweger nell'aspetto artistico.